# Massif d'Ålfot
Le massif d'Ålfot ou massif d'Ålfotbre est un massif de montagnes situé à l'extrémité occidentale du comté de Vestland, en Norvège. Le massif culmine à Gjegnen (aussi appelé Blånibba), à une altitude de 1 670 m. Il est longé au nord par le Nordfjord. Plusieurs glaciers couvrent le massif, dont en particulier l'Ålfotbreen et le Gjegnalundsbreen, d'une superficie respective de 17 et 13 km2 (en 1988). Le massif est apprécié pour ses parois d'escalade.

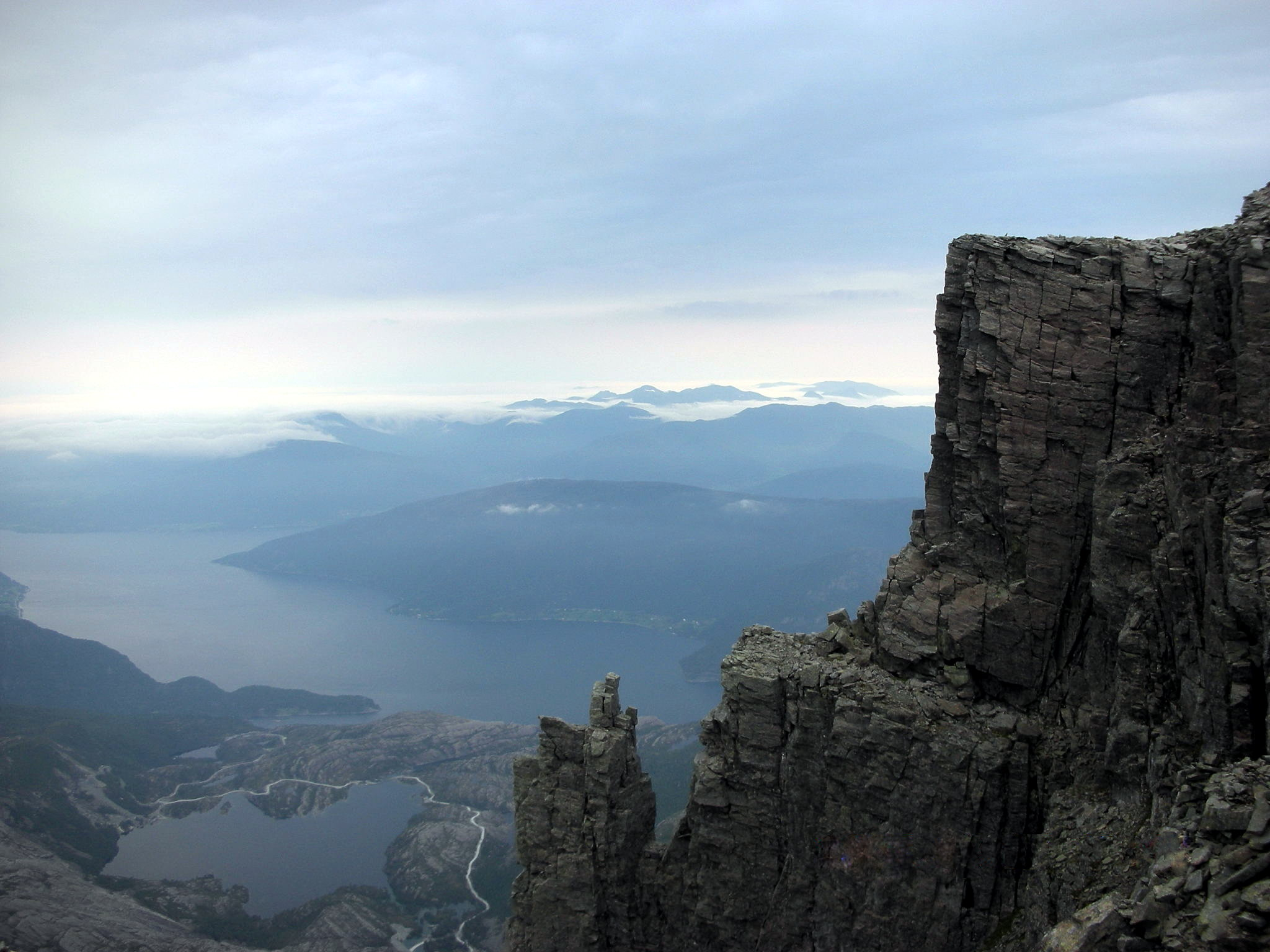
La falaise Galleriet, sur le versant ouest de Gjegnen